# Rudka Kozłowiecka
Rudka Kozłowiecka (prononciation : [ˈrutka kɔzwɔˈvjɛt͡ska]) est un village polonais de la gmina de Niemce dans le powiat de Lublin de la voïvodie de Lublin dans l'est de la Pologne.
Il se situe à environ 4 kilomètres à l'ouest de Niemce (siège de la gmina) et 14 kilomètres au nord de Lublin (siège du powiat et capitale de la voïvodie).
Le village comptait approximativement une population de 1 000 habitants en 2010.

## Histoire
De 1975 à 1998, le village est attaché administrativement à l'ancienne Voïvodie de Lublin.

Depuis 1999, il fait partie de la nouvelle voïvodie de Lublin.